# سليمان باشا الخادم
 خادم سليمان باشا  (توفي عام 1547) كان سياسيا عثمانيا خلال عهد السلاطين بايزيد الثاني، سليم الأول، سليمان القانوني وحاكما على مصر لفترة طويلة من 1525 وحتى 1538 وصدر أعظم في الفترة مابين 1541 و1544 كان قائد حصار ديو والسيطرة على عدن عام 1539.
بأمر من الديوان، أجرى حملة على الهند في 1538. نزل في ميناء عدن وأعدم أميرها «عامر الثالث» للتواطؤ مع البرتغاليين. ثم استكمل الحملة نحو الهند للسيطرة على قلعة ديو ومساعدة سلطنة كجرات الإسلامية في مواجهة البرتغال. فشلت الحملة في فتح ديو لكنها أسهمت في ترسخ السيطرة العثمانية على البحر الأحمر. استدعي سليمان باشا إلى إسطنبول بعدها وعين صدراً أعظماً.
كصدر أعظم، شارك سليمان باشا في حملة السلطان سليمان القانوني عام 1543 التي أدت إلى السيطرة على قلعة إستركون بالمجر، وهي قلعة مهمة لاقترابها من الحدود النمساوية وأصبحت إحدى قواعد قوات المغاوير العثمانية «أقينجي».
أحيل للتقاعد 1544 واستلم من بعده الصدارة العظمى الداماد رستم باشا.